# Beker van Griekenland 1940/41
De Beker van Griekenland 1940-1941 werd nooit voltooid vanwege de Grieks-Italiaanse Oorlog. Alleen de eerste ronde werd gespeeld.

## Eerste Ronde
| Home team                     | Uitslag | Bezoekers              |
| ----------------------------- | ------- | ---------------------- |
| Olympiakos Athene             | 2-0     | Attikos                |
| Olympiada                     | 3-2     | Atlas Thymarakia       |
| Ellinorosikos                 | 5-3     | Mikrasiatiki Dourgouti |
| Nea Ionia                     | 4-2     | Ierapoli               |
| Neapoli Piraeus               | 5-1     | Argonaftis Piraeus     |
| Elpida Drama                  | 5-1     | Aris Drama             |
| Apollon Thessaloniki          | 3-3     | Ethnikos Thessaloniki  |
| Megas Alexandros Thessaloniki | 4-2     | Apollon Serres         |